# Fred Kindle

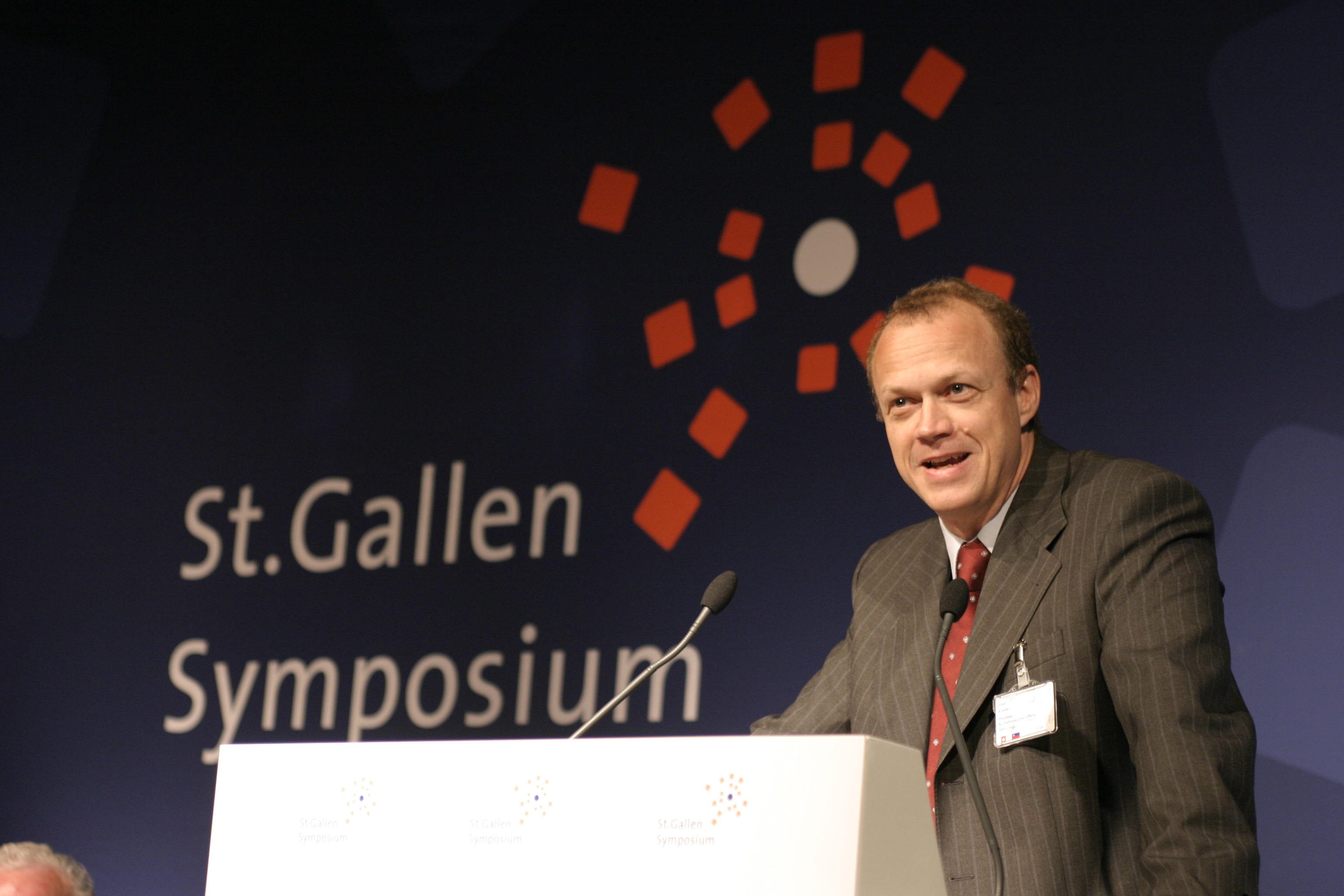
Fred Kindle

Fred Kindle (* 25. März 1959 in Liechtenstein) ist ein liechtensteinischer Manager.
Kindle studierte von 1979 bis 1984 Maschineningenieurwissenschaften an der Eidgenössischen Technischen Hochschule Zürich. Von 1984 bis 1986 war er Projektleiter Marketing bei Hilti in Liechtenstein, 1986–1988 machte er den Master of Business Administration an der Northwestern University in Chicago. Es folgten vier Jahre bei der Unternehmensberatung McKinsey, 1992 wechselte er zur Sulzer AG in Winterthur, wo er ab 2001 CEO war. Von Januar 2005 bis Februar 2008 war Kindle CEO des schwedisch-schweizerischen ABB-Konzerns. Am 13. Februar verließ er das Unternehmen, laut der ABB „aufgrund von unüberbrückbaren Differenzen über die Führung des Unternehmens“. Fred Kindle arbeitet seitdem als Partner beim Private-Equity-Unternehmen Clayton, Dubilier & Rice.

## Weblink
- Lebenslauf von Fred Kindle auf der Website von ABB (englisch; PDF-Datei; 12 kB)

| Personendaten    | Personendaten               |
| ---------------- | --------------------------- |
| NAME             | Kindle, Fred                |
| KURZBESCHREIBUNG | liechtensteinischer Manager |
| GEBURTSDATUM     | 25. März 1959               |
| GEBURTSORT       | Liechtenstein               |